# Kruiersmuseum
Het Kruiersmuseum is een streekmuseum in Balen-Dorp, gevestigd in het Oud gemeentehuis aan Vaartstraat 29.
Dit museum geeft een beeld van het leven in een Kempens dorp tijdens het interbellum. Het bevat onder meer een woonkamer, een klaslokaal, een winkeltje, een ziekenzaal en een herberg. Alles ingericht met authentieke voorwerpen.
Het museum werd geopend in 1994. Het Oud gemeentehuis is een gebouw in neorenaissancestijl, geopend in 1906 en in 2000 beschermd.
De naam van het museum is afkomstig van de bijnaam van de Balenaars, Kruiers, feitelijk: kerkenkruiers. De oorsprong van deze naam is niet geheel duidelijk, maar zou te maken kunnen hebben met het regelmatig verplaatsen van de kerk. Sinds 1987 staat een beeldje van de kerkenkruier voor het museum.